# 산토멘나
산토멘나(이탈리아어: Santomenna)는 이탈리아 캄파니아주 살레르노도에 있는 코무네이다.